# Élections cantonales de 2011 en Indre-et-Loire
Les élections cantonales ont eu lieu les 20 et 27 mars 2011.

## Contexte départemental

### Assemblée départementale sortante
Avant les élections, le conseil général d'Indre-et-Loire est présidé par Claude Roiron (PS). Il comprend 37 conseillers généraux issus des 37 cantons d'Indre-et-Loire. 19 d'entre eux sont renouvelables lors de ces élections.
| Parti                             | Sigle | Élus |
| --------------------------------- | ----- | ---- |
| Majorité (22 sièges)              |       |      |
| Parti socialiste                  | PS    | 16   |
| Divers gauche                     | DVG   | 5    |
| Parti communiste français         | PCF   | 1    |
| Opposition (15 sièges)            |       |      |
| Divers droite                     | DVD   | 6    |
| Nouveau centre                    | NC    | 5    |
| Union pour un mouvement populaire | UMP   | 4    |
| Présidente du conseil général     |       |      |
| Claude Roiron (PS)                |       |      |

## Résultats à l'échelle du département

### Résultats en nombre de sièges
| Parti | Sièges mis en jeu | Élus | Évolution |
| ----- | ----------------- | ---- | --------- |
| PS    | 10                | 10   | 0         |
| DVD   | 3                 | 1    | -2        |
| UMP   | 2                 | 2    | 0         |
| AC    | 1                 | 0    | -1        |
| DVG   | 2                 | 2    | 0         |
| PCF   | 0                 | 1    | +1        |
| MoDem | 0                 | 1    | +1        |
| EÉLV  | 0                 | 1    | +1        |

### Assemblée départementale à l'issue des élections
| Parti                             | Sigle | Élus |
| --------------------------------- | ----- | ---- |
| Majorité (24 sièges)              |       |      |
| Parti socialiste                  | PS    | 16   |
| Divers gauche                     | DVG   | 5    |
| Parti communiste français         | PCF   | 2    |
| Europe Écologie Les Verts         | EELV  | 1    |
| Opposition (13 sièges)            |       |      |
| Nouveau centre                    | NC    | 4    |
| Divers droite                     | DVD   | 4    |
| Union pour un mouvement populaire | UMP   | 4    |
| Mouvement démocrate               | MoDem | 1    |
| Présidente du conseil général     |       |      |
| Marisol Touraine (PS)             |       |      |

## Résultats par canton

### Canton d'Azay-le-Rideau
| Candidats      | Candidats            | Étiquette      | Premier tour | Premier tour | Second tour | Second tour |
| Candidats      | Candidats            | Étiquette      | Voix         | %            | Voix        | %           |
| -------------- | -------------------- | -------------- | ------------ | ------------ | ----------- | ----------- |
|                | Éric Loizon          | DVD            | 849          | 17,66        | 2 951       | 63,70       |
|                | Michel Verdier       | DVG            | 819          | 17,04        | 1 683       | 36,30       |
|                | Arnaud Henrion       | UMP            | 792          | 16,48        |             |             |
|                | Daniel Durand        | PS             | 768          | 15,98        |             |             |
|                | Philippe Craussier   | FN             | 676          | 14,06        |             |             |
|                | Jean-Serge Hurtevent | DVG            | 593          | 12,34        |             |             |
|                | Sylvain Terrade      | FG (PCF)       | 157          | 3,27         |             |             |
|                | Cécile Evano         | POI            | 153          | 3,18         |             |             |
|                |                      |                |              |              |             |             |
| Inscrits       | Inscrits             | Inscrits       | 10 255       | 100,00       | 10 255      | 100,00      |
| Abstentions    | Abstentions          | Abstentions    | 5 340        | 52,07        | 5 315       | 51,83       |
| Votants        | Votants              | Votants        | 4 915        | 47,93        | 4 940       | 48,17       |
| Blancs et nuls | Blancs et nuls       | Blancs et nuls | 108          | 2,20         | 307         | 6,21        |
| Exprimés       | Exprimés             | Exprimés       | 4 807        | 97,80        | 4 633       | 93,79       |

### Canton de Bléré
| Candidats      | Candidats               | Étiquette      | Premier tour | Premier tour | Second tour | Second tour |
| Candidats      | Candidats               | Étiquette      | Voix         | %            | Voix        | %           |
| -------------- | ----------------------- | -------------- | ------------ | ------------ | ----------- | ----------- |
|                | Alain Kerbriand-Postic* | PS             | 1 937        | 24,23        | 4 004       | 51,40       |
|                | Jocelyne Cochin         | UMP            | 1 813        | 22,68        | 3 786       | 48,60       |
|                | Gilles Godefroy         | FN             | 1 440        | 18,02        |             |             |
|                | Régis Chauvel           | DVD            | 1 099        | 13,75        |             |             |
|                | Dominique Berdon        | EÉLV           | 557          | 6,97         |             |             |
|                | Guy Derouault           | PCF            | 404          | 5,05         |             |             |
|                | Jean-François Dejust    | M-NC           | 326          | 4,08         |             |             |
|                | Guillaume Lelandais     | MoDem          | 293          | 3,67         |             |             |
|                | Paul Olivier            | POI            | 124          | 1,55         |             |             |
|                |                         |                |              |              |             |             |
| Inscrits       | Inscrits                | Inscrits       | 17 144       | 100,00       | 17 146      | 100,00      |
| Abstentions    | Abstentions             | Abstentions    | 8 946        | 52,18        | 8 736       | 50,95       |
| Votants        | Votants                 | Votants        | 8 198        | 47,82        | 8 410       | 49,05       |
| Blancs et nuls | Blancs et nuls          | Blancs et nuls | 205          | 2,50         | 620         | 7,37        |
| Exprimés       | Exprimés                | Exprimés       | 7 993        | 97,50        | 7 790       | 92,63       |

*sortant

### Canton de Bourgueil
| Candidats      | Candidats             | Étiquette      | Premier tour | Premier tour | Second tour | Second tour |
| Candidats      | Candidats             | Étiquette      | Voix         | %            | Voix        | %           |
| -------------- | --------------------- | -------------- | ------------ | ------------ | ----------- | ----------- |
|                | Pierre Junges*        | PS             | 1 685        | 40,20        | 2 297       | 56,34       |
|                | Nadine Saillet        | UMP            | 1 286        | 30,68        | 1 780       | 43,66       |
|                | Nelly Michel          | FN             | 809          | 19,30        |             |             |
|                | Marie-Claude Le Nader | PCF            | 412          | 9,83         |             |             |
|                |                       |                |              |              |             |             |
| Inscrits       | Inscrits              | Inscrits       | 8 973        | 100,00       | 8 973       | 100,00      |
| Abstentions    | Abstentions           | Abstentions    | 4 636        | 51,67        | 4 637       | 51,68       |
| Votants        | Votants               | Votants        | 4 337        | 48,33        | 4 336       | 48,32       |
| Blancs et nuls | Blancs et nuls        | Blancs et nuls | 145          | 3,34         | 259         | 5,97        |
| Exprimés       | Exprimés              | Exprimés       | 4 192        | 96,66        | 4 077       | 94,03       |

*sortant

### Canton de Château-la-Vallière
| Candidat       | Candidat            | Parti          | Premier tour | Premier tour | Second tour | Second tour |
| Candidat       | Candidat            | Parti          | Voix         | %            | Voix        | %           |
| -------------- | ------------------- | -------------- | ------------ | ------------ | ----------- | ----------- |
|                | Martine Chaigneau*  | PS             | 1 465        | 41,02        | 2 089       | 62,60       |
|                | Patrice Berthelemot | DVD            | 967          | 27,08        | 1 248       | 37,40       |
|                | Fabien Ollivier     | FN             | 754          | 21,11        |             |             |
|                | Didier Gandrille    | EÉLV           | 292          | 8,18         |             |             |
|                | Jean-Michel Pradal  | PCF            | 93           | 2,60         |             |             |
|                |                     |                |              |              |             |             |
| Inscrits       | Inscrits            | Inscrits       | 7 405        | 100,00       | 7 407       | 100,00      |
| Abstention     | Abstention          | Abstention     | 3 745        | 50,57        | 3 843       | 51,88       |
| Votants        | Votants             | Votants        | 3 660        | 49,43        | 3 564       | 48,12       |
| Blancs et nuls | Blancs et nuls      | Blancs et nuls | 89           | 2,43         | 227         | 6,37        |
| Exprimés       | Exprimés            | Exprimés       | 3 571        | 97,57        | 3 337       | 93,63       |

*sortant

### Canton du Grand-Pressigny
| Candidats      | Candidats          | Étiquette      | Premier tour | Premier tour |
| Candidats      | Candidats          | Étiquette      | Voix         | %            |
| -------------- | ------------------ | -------------- | ------------ | ------------ |
|                | Gérard Hénault*    | UMP            | 1 300        | 66,70        |
|                | Charlotte Courcoul | EÉLV           | 333          | 17,09        |
|                | Gabriel Delhommais | FN             | 235          | 12,06        |
|                | Sylvie Lenoble     | PCF            | 81           | 4,16         |
|                |                    |                |              |              |
| Inscrits       | Inscrits           | Inscrits       | 3 248        | 100,00       |
| Abstentions    | Abstentions        | Abstentions    | 1 245        | 38,33        |
| Votants        | Votants            | Votants        | 2 003        | 61,67        |
| Blancs et nuls | Blancs et nuls     | Blancs et nuls | 54           | 2,70         |
| Exprimés       | Exprimés           | Exprimés       | 1 949        | 97,30        |

*sortant

### Canton de l'Île-Bouchard
| Candidats      | Candidats            | Étiquette      | Premier tour | Premier tour |
| Candidats      | Candidats            | Étiquette      | Voix         | %            |
| -------------- | -------------------- | -------------- | ------------ | ------------ |
|                | Nadège Arnault*      | M-NC           | 2 212        | 68,78        |
|                | Sébastien Lambert    | PS             | 453          | 14,09        |
|                | Jean-Dominique Labbé | FN             | 396          | 12,31        |
|                | Nadine Germond       | PCF            | 155          | 4,82         |
|                |                      |                |              |              |
| Inscrits       | Inscrits             | Inscrits       | 5 841        | 100,00       |
| Abstentions    | Abstentions          | Abstentions    | 2 561        | 43,85        |
| Votants        | Votants              | Votants        | 3 280        | 56,15        |
| Blancs et nuls | Blancs et nuls       | Blancs et nuls | 64           | 1,95         |
| Exprimés       | Exprimés             | Exprimés       | 3 216        | 98,05        |

*sortant

### Canton de Joué-lès-Tours-Sud
| Candidats      | Candidats           | Étiquette      | Premier tour | Premier tour | Second tour | Second tour |
| Candidats      | Candidats           | Étiquette      | Voix         | %            | Voix        | %           |
| -------------- | ------------------- | -------------- | ------------ | ------------ | ----------- | ----------- |
|                | Philippe Le Breton* | PS             | 1 981        | 42,56        | 2 722       | 61,24       |
|                | Frédéric Augis      | UMP            | 869          | 18,67        | 1 723       | 38,76       |
|                | Jean-Michel Pottier | FN             | 785          | 16,86        |             |             |
|                | René Bouissou       | MoDem          | 447          | 9,60         |             |             |
|                | Erwan Deliz         | EÉLV           | 356          | 7,65         |             |             |
|                | Florent Petit       | FG (PCF)       | 217          | 4,66         |             |             |
|                |                     |                |              |              |             |             |
| Inscrits       | Inscrits            | Inscrits       | 12 036       | 100,00       | 12 036      | 100,00      |
| Abstentions    | Abstentions         | Abstentions    | 7 304        | 60,68        | 7 313       | 60,76       |
| Votants        | Votants             | Votants        | 4 732        | 39,32        | 4 723       | 39,24       |
| Blancs et nuls | Blancs et nuls      | Blancs et nuls | 77           | 1,63         | 278         | 5,89        |
| Exprimés       | Exprimés            | Exprimés       | 4 655        | 98,37        | 4 445       | 94,11       |

*sortant

### Canton de Ligueil
| Candidats      | Candidats           | Étiquette      | Premier tour | Premier tour | Second tour | Second tour |
| Candidats      | Candidats           | Étiquette      | Voix         | %            | Voix        | %           |
| -------------- | ------------------- | -------------- | ------------ | ------------ | ----------- | ----------- |
|                | Michel Guignaudeau  | DVG            | 852          | 26,29        | 1 618       | 51,06       |
|                | Michel Giraudeau*   | M-NC           | 819          | 25,27        | 1 551       | 48,94       |
|                | Christian Grellet   | PS             | 603          | 18,61        |             |             |
|                | Dominique Braud     | DVD            | 417          | 12,87        |             |             |
|                | Gérard Clément      | FN             | 371          | 11,45        |             |             |
|                | Gatien Cluzel       | FG (PCF)       | 113          | 3,49         |             |             |
|                | Christian Anis      | POI            | 46           | 1,42         |             |             |
|                | Robert De Prévoisin | DVD            | 20           | 0,62         |             |             |
|                |                     |                |              |              |             |             |
| Inscrits       | Inscrits            | Inscrits       | 5 682        | 100,00       | 5 682       | 100,00      |
| Abstentions    | Abstentions         | Abstentions    | 2 340        | 41,18        | 2 287       | 40,25       |
| Votants        | Votants             | Votants        | 3 342        | 58,82        | 3 395       | 59,75       |
| Blancs et nuls | Blancs et nuls      | Blancs et nuls | 101          | 3,02         | 226         | 6,66        |
| Exprimés       | Exprimés            | Exprimés       | 3 241        | 96,98        | 3 169       | 93,34       |

*sortant

### Canton de Luynes
| Candidats      | Candidats         | Étiquette      | Premier tour | Premier tour | Second tour | Second tour |
| Candidats      | Candidats         | Étiquette      | Voix         | %            | Voix        | %           |
| -------------- | ----------------- | -------------- | ------------ | ------------ | ----------- | ----------- |
|                | Bertrand Ritouret | UMP            | 2 364        | 33,24        | 3 619       | 49,73       |
|                | Joël Ageorges     | DVG            | 1 611        | 22,65        | 3 659       | 50,27       |
|                | Bernadette Lassus | EÉLV           | 1 113        | 15,65        |             |             |
|                | Adrien Didé       | FN             | 1 019        | 14,33        |             |             |
|                | Philippe Lacroix  | Modem          | 545          | 7,66         |             |             |
|                | Michel Guibert    | FG (PG)        | 297          | 4,18         |             |             |
|                | Robert Bryche     | DVE            | 163          | 2,29         |             |             |
|                |                   |                |              |              |             |             |
| Inscrits       | Inscrits          | Inscrits       | 16 337       | 100,00       | 16 337      | 100,00      |
| Abstentions    | Abstentions       | Abstentions    | 9 047        | 55,38        | 8 632       | 52,84       |
| Votants        | Votants           | Votants        | 7 290        | 44,62        | 7 705       | 47,16       |
| Blancs et nuls | Blancs et nuls    | Blancs et nuls | 178          | 2,44         | 427         | 5,54        |
| Exprimés       | Exprimés          | Exprimés       | 7 112        | 97,56        | 7 278       | 94,46       |

### Canton de Montbazon
| Candidat       | Candidat          | Parti          | Premier tour | Premier tour | Second tour | Second tour |
| Candidat       | Candidat          | Parti          | Voix         | %            | Voix        | %           |
| -------------- | ----------------- | -------------- | ------------ | ------------ | ----------- | ----------- |
|                | Marisol Touraine* | PS             | 3 220        | 41,59        | 4 542       | 59,65       |
|                | Alain Esnault     | UMP            | 2 269        | 29,31        | 3 072       | 40,35       |
|                | Armel Fillon      | FN             | 1 231        | 15,90        |             |             |
|                | Bernadette Moulin | EÉLV           | 559          | 7,22         |             |             |
|                | Dominique Melin   | PCF            | 463          | 5,98         |             |             |
|                |                   |                |              |              |             |             |
| Inscrits       | Inscrits          | Inscrits       | 17 549       | 100,00       | 17 551      | 100,00      |
| Abstention     | Abstention        | Abstention     | 9 647        | 54,97        | 9 572       | 54,54       |
| Votants        | Votants           | Votants        | 7 902        | 45,03        | 7 979       | 45,46       |
| Blancs et nuls | Blancs et nuls    | Blancs et nuls | 160          | 2,02         | 365         | 4,57        |
| Exprimés       | Exprimés          | Exprimés       | 7 742        | 97,98        | 7 614       | 95,43       |

*sortant

### Canton de Montlouis-sur-Loire
| Candidats      | Candidats        | Étiquette      | Premier tour | Premier tour | Second tour | Second tour |
| Candidats      | Candidats        | Étiquette      | Voix         | %            | Voix        | %           |
| -------------- | ---------------- | -------------- | ------------ | ------------ | ----------- | ----------- |
|                | Patrick Bourdy*  | PS             | 2 773        | 39,36        | 4 530       | 69,53       |
|                | Philippe Fraysse | UMP            | 1 347        | 19,12        | 1 985       | 30,47       |
|                | Daniel Maingaud  | FN             | 1 205        | 17,10        |             |             |
|                | Gilles Engels    | EÉLV           | 825          | 11,71        |             |             |
|                | Maryse Cabanel   | FG (PCF)       | 606          | 8,60         |             |             |
|                | Éric Perdriat    | Modem          | 290          | 4,12         |             |             |
|                |                  |                |              |              |             |             |
| Inscrits       | Inscrits         | Inscrits       | 16 151       | 100,00       | 16 152      | 100,00      |
| Abstentions    | Abstentions      | Abstentions    | 8 942        | 55,36        | 9 060       | 56,09       |
| Votants        | Votants          | Votants        | 7 209        | 44,64        | 7 092       | 43,91       |
| Blancs et nuls | Blancs et nuls   | Blancs et nuls | 163          | 2,26         | 577         | 8,14        |
| Exprimés       | Exprimés         | Exprimés       | 7 046        | 97,74        | 6 515       | 91,86       |

*sortant

### Canton de Montrésor
| Candidats      | Candidats         | Étiquette      | Premier tour | Premier tour | Second tour | Second tour |
| Candidats      | Candidats         | Étiquette      | Voix         | %            | Voix        | %           |
| -------------- | ----------------- | -------------- | ------------ | ------------ | ----------- | ----------- |
|                | Henry Frémont     | DVD            | 1 044        | 42,00        | 1 215       | 46,95       |
|                | Jacky Charbonnier | PCF            | 813          | 32,70        | 1 373       | 53,05       |
|                | Marie-Rose Ervais | FN             | 324          | 13,03        |             |             |
|                | Maurice Cordéra   | PS             | 305          | 12,27        |             |             |
|                |                   |                |              |              |             |             |
| Inscrits       | Inscrits          | Inscrits       | 4 287        | 100,00       | 4 287       | 100,00      |
| Abstentions    | Abstentions       | Abstentions    | 1 729        | 40,33        | 1 611       | 37,58       |
| Votants        | Votants           | Votants        | 2 558        | 59,67        | 2 676       | 62,42       |
| Blancs et nuls | Blancs et nuls    | Blancs et nuls | 72           | 2,81         | 88          | 3,29        |
| Exprimés       | Exprimés          | Exprimés       | 2 486        | 97,19        | 2 588       | 96,71       |

### Canton de Neuvy-le-Roi
| Candidat       | Candidat           | Parti           | Premier tour | Premier tour | Second tour | Second tour |
| Candidat       | Candidat           | Parti           | Voix         | %            | Voix        | %           |
| -------------- | ------------------ | --------------- | ------------ | ------------ | ----------- | ----------- |
|                | Henri Zamarlik*    | Modem           | 929          | 42,69        | 1 181       | 51,33       |
|                | Didier Descloux    | PS              | 726          | 33,36        | 1 120       | 48,67       |
|                | André Graziani     | FN              | 357          | 16,41        |             |             |
|                | Dominique Boutin   | Les Alternatifs | 94           | 4,32         |             |             |
|                | Françoise Langlade | PCF             | 70           | 3,22         |             |             |
|                |                    |                 |              |              |             |             |
| Inscrits       | Inscrits           | Inscrits        | 4 644        | 100,00       | 4 636       | 100,00      |
| Abstention     | Abstention         | Abstention      | 2 383        | 51,31        | 2 199       | 47,43       |
| Votants        | Votants            | Votants         | 2 261        | 48,69        | 2 437       | 52,57       |
| Blancs et nuls | Blancs et nuls     | Blancs et nuls  | 85           | 3,76         | 136         | 5,58        |
| Exprimés       | Exprimés           | Exprimés        | 2 176        | 96,24        | 2 301       | 94,42       |

*sortant

### Canton de Richelieu
| Candidat       | Candidat             | Parti          | Premier tour | Premier tour | Second tour | Second tour |
| Candidat       | Candidat             | Parti          | Voix         | %            | Voix        | %           |
| -------------- | -------------------- | -------------- | ------------ | ------------ | ----------- | ----------- |
|                | Serge Garot*         | UMP            | 1 279        | 42,46        | 1 608       | 55,43       |
|                | Christiane Martineau | PS             | 802          | 26,63        | 1 293       | 44,57       |
|                | Jean-Marc Charlet    | FN             | 539          | 17,90        |             |             |
|                | Vincent Després      | SE             | 255          | 8,47         |             |             |
|                | Maurice Rouzier      | PCF            | 137          | 4,55         |             |             |
|                |                      |                |              |              |             |             |
| Inscrits       | Inscrits             | Inscrits       | 6 460        | 100,00       | 6 460       | 100,00      |
| Abstention     | Abstention           | Abstention     | 3 217        | 49,80        | 3 375       | 52,24       |
| Votants        | Votants              | Votants        | 3 243        | 50,20        | 3 085       | 47,76       |
| Blancs et nuls | Blancs et nuls       | Blancs et nuls | 231          | 7,12         | 184         | 5,96        |
| Exprimés       | Exprimés             | Exprimés       | 3 012        | 92,88        | 2 901       | 94,04       |

*sortant

### Canton de Tours-Est
| Candidats      | Candidats            | Étiquette      | Premier tour | Premier tour | Second tour | Second tour |
| Candidats      | Candidats            | Étiquette      | Voix         | %            | Voix        | %           |
| -------------- | -------------------- | -------------- | ------------ | ------------ | ----------- | ----------- |
|                | Christophe Boulanger | EÉLV           | 891          | 22,49        | 2 100       | 61,17       |
|                | Alain Dayan          | PS             | 830          | 20,95        | 1 333       | 38,83       |
|                | Monique Chevet*      | PS             | 705          | 17,80        |             |             |
|                | Guillaume Lapaque    | UMP            | 646          | 16,31        |             |             |
|                | Hervé Cochetel       | DVD            | 326          | 8,23         |             |             |
|                | Josette Blanchet     | FG (PCF)       | 296          | 7,47         |             |             |
|                | Thierry Salmon       | Modem          | 148          | 3,74         |             |             |
|                | Fanny Puel           | NPA            | 119          | 3,00         |             |             |
|                |                      |                |              |              |             |             |
| Inscrits       | Inscrits             | Inscrits       | 11 326       | 100,00       | 11 326      | 100,00      |
| Abstentions    | Abstentions          | Abstentions    | 7 211        | 63,67        | 7 345       | 64,85       |
| Votants        | Votants              | Votants        | 4 115        | 36,33        | 3 981       | 35,15       |
| Blancs et nuls | Blancs et nuls       | Blancs et nuls | 154          | 3,74         | 548         | 13,77       |
| Exprimés       | Exprimés             | Exprimés       | 3 961        | 96,26        | 3 433       | 86,23       |

*sortant

### Canton de Tours-Nord-Est
| Candidat       | Candidat           | Parti          | Premier tour | Premier tour | Second tour | Second tour |
| Candidat       | Candidat           | Parti          | Voix         | %            | Voix        | %           |
| -------------- | ------------------ | -------------- | ------------ | ------------ | ----------- | ----------- |
|                | Lionel Béjeau      | UMP            | 1 666        | 38,90        | 2 164       | 46,99       |
|                | Frédéric Thomas*   | PS             | 1 629        | 38,03        | 2 441       | 53,01       |
|                | David Chollet      | EÉLV           | 631          | 14,73        |             |             |
|                | Charles Petitcolas | FG (PG)        | 246          | 5,74         |             |             |
|                | René Sagueton      | POI            | 111          | 2,59         |             |             |
|                |                    |                |              |              |             |             |
| Inscrits       | Inscrits           | Inscrits       | 11 526       | 100,00       | 11 526      | 100,00      |
| Abstention     | Abstention         | Abstention     | 7 103        | 61,63        | 6 735       | 58,43       |
| Votants        | Votants            | Votants        | 4 423        | 38,37        | 4 791       | 41,57       |
| Blancs et nuls | Blancs et nuls     | Blancs et nuls | 140          | 3,17         | 186         | 3,88        |
| Exprimés       | Exprimés           | Exprimés       | 4 283        | 96,83        | 4 605       | 96,12       |

*sortant

### Canton de Tours-Nord-Ouest
| Candidats      | Candidats        | Étiquette      | Premier tour | Premier tour | Second tour | Second tour |
| Candidats      | Candidats        | Étiquette      | Voix         | %            | Voix        | %           |
| -------------- | ---------------- | -------------- | ------------ | ------------ | ----------- | ----------- |
|                | Claude Roiron*   | PS             | 1 631        | 42,22        | 2 353       | 58,93       |
|                | Xavier Dateu     | M-NC           | 1 143        | 29,59        | 1 640       | 41,07       |
|                | Caroline Larpent | EÉLV           | 531          | 13,75        |             |             |
|                | Daniel Larché    | FG (PCF)       | 266          | 6,89         |             |             |
|                | Sylvain Fauvinet | NPA            | 146          | 3,78         |             |             |
|                | Yves Hericier    | POI            | 146          | 3,78         |             |             |
|                |                  |                |              |              |             |             |
| Inscrits       | Inscrits         | Inscrits       | 10 747       | 100,00       | 10 747      | 100,00      |
| Abstentions    | Abstentions      | Abstentions    | 6 649        | 61,87        | 6 419       | 59,73       |
| Votants        | Votants          | Votants        | 4 098        | 38,13        | 4 328       | 40,27       |
| Blancs et nuls | Blancs et nuls   | Blancs et nuls | 235          | 5,73         | 335         | 7,74        |
| Exprimés       | Exprimés         | Exprimés       | 3 863        | 94,27        | 3 993       | 92,26       |

*sortant

### Canton de Tours-Ouest
| Candidats      | Candidats         | Étiquette      | Premier tour | Premier tour | Second tour | Second tour |
| Candidats      | Candidats         | Étiquette      | Voix         | %            | Voix        | %           |
| -------------- | ----------------- | -------------- | ------------ | ------------ | ----------- | ----------- |
|                | Nicolas Gautreau* | PS             | 1 261        | 40,48        | 2 164       | 67,27       |
|                | Bruno Lavillatte  | UMP            | 783          | 25,14        | 1 053       | 32,73       |
|                | Fernando Gaete    | EÉLV           | 537          | 17,24        |             |             |
|                | Rose-Lyne Verdier | FG (PCF)       | 249          | 7,99         |             |             |
|                | Pierre Commandeur | Modem          | 208          | 6,68         |             |             |
|                | Arnaud Santolini  | POI            | 77           | 2,47         |             |             |
|                |                   |                |              |              |             |             |
| Inscrits       | Inscrits          | Inscrits       | 10 711       | 100,00       | 10 711      | 100,00      |
| Abstentions    | Abstentions       | Abstentions    | 7 496        | 69,98        | 7 288       | 68,04       |
| Votants        | Votants           | Votants        | 3 215        | 30,02        | 3 423       | 31,96       |
| Blancs et nuls | Blancs et nuls    | Blancs et nuls | 100          | 3,11         | 206         | 6,02        |
| Exprimés       | Exprimés          | Exprimés       | 3 115        | 96,89        | 3 217       | 93,98       |

*sortant

### Canton de Tours-Sud
| Candidats      | Candidats               | Étiquette      | Premier tour | Premier tour | Second tour | Second tour |
| Candidats      | Candidats               | Étiquette      | Voix         | %            | Voix        | %           |
| -------------- | ----------------------- | -------------- | ------------ | ------------ | ----------- | ----------- |
|                | Guillaume Peltier       | UMP            | 1 365        | 39,00        | 1 906       | 49,29       |
|                | Claude-Pierre Chauveau* | PS             | 986          | 28,17        | 1 961       | 50,71       |
|                | François Lafourcade     | EÉLV           | 638          | 18,23        |             |             |
|                | Marie-Pierre Cuvier     | FG (PCF)       | 277          | 7,91         |             |             |
|                | Dominique Lemoine       | Cap21          | 164          | 4,69         |             |             |
|                | Sixte De Jotemps        | DVD            | 70           | 2,00         |             |             |
|                |                         |                |              |              |             |             |
| Inscrits       | Inscrits                | Inscrits       | 9 745        | 100,00       | 9 745       | 100,00      |
| Abstentions    | Abstentions             | Abstentions    | 6 165        | 63,26        | 5 709       | 58,58       |
| Votants        | Votants                 | Votants        | 3 580        | 36,74        | 4 036       | 41,42       |
| Blancs et nuls | Blancs et nuls          | Blancs et nuls | 80           | 2,23         | 169         | 4,19        |
| Exprimés       | Exprimés                | Exprimés       | 3 500        | 97,77        | 3 867       | 95,81       |

*sortant